# Tropical Splash
Tropical Splash é o primeiro álbum da banda curitibana Copacabana Club. Foi lançado oficialmente no dia 13 de junho de 2011 e foi pré-vendido no show da banda em Sorocaba, no Asteroid Bar, no dia 11 de junho de 2011. O álbum contém 13 faixas, sendo quatro delas não-inéditas, lançadas no primeiro EP da banda, King of the Night.

## Tracklist
1. Mrs. Melody
2. Sounds Like Confusion
3. Sex Sex Sex
4. Pas Toujours
5. It's Us
6. Darling
7. Come Back
8. Peach
9. King of the Night
10. Backyard
11. Tropical Splash
12. Just Do It
13. Gimme Yr Heart